# 佩尼亞拉拉峰
40°51′N 03°57′W / 40.850°N 3.950°W

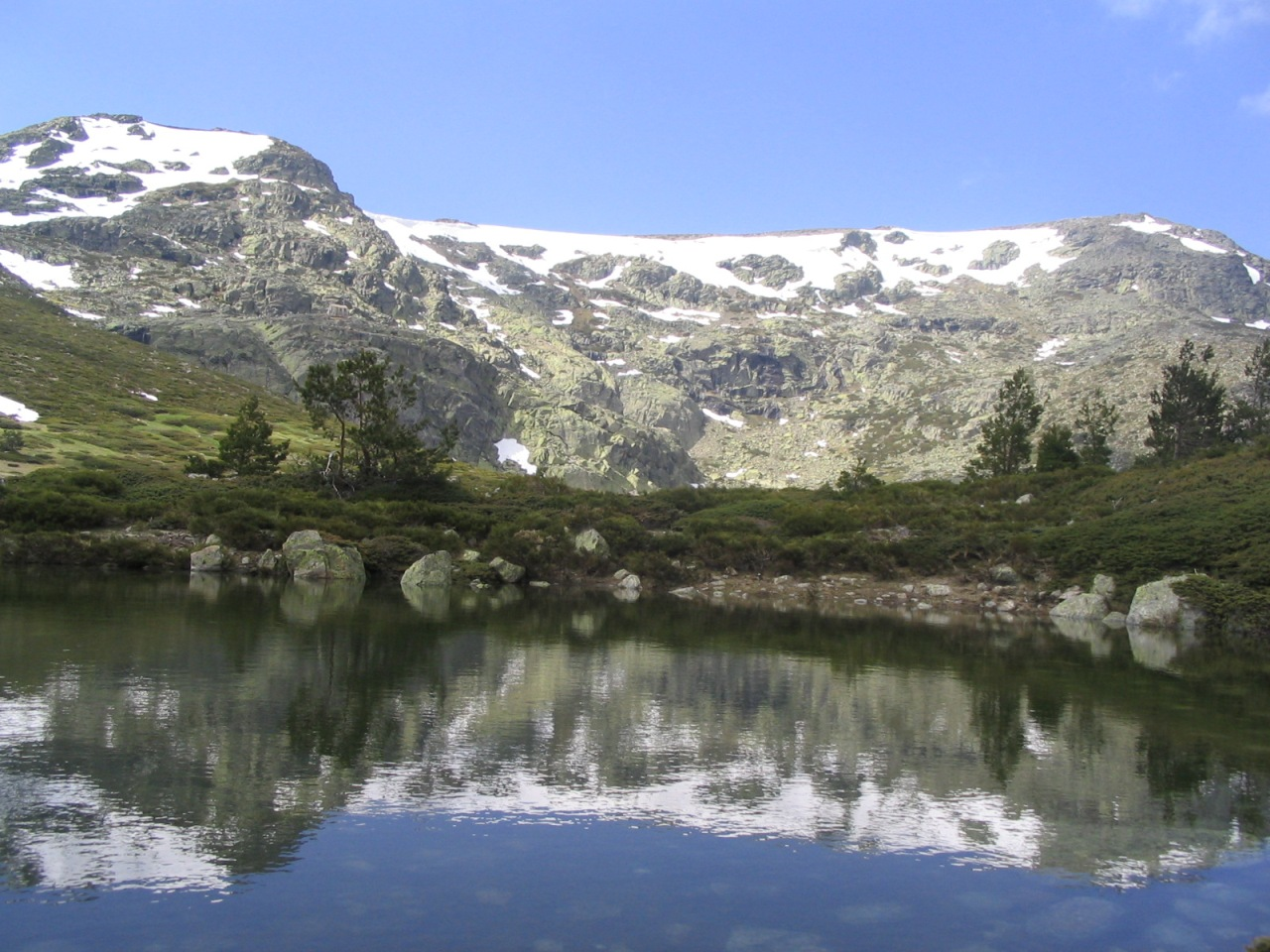

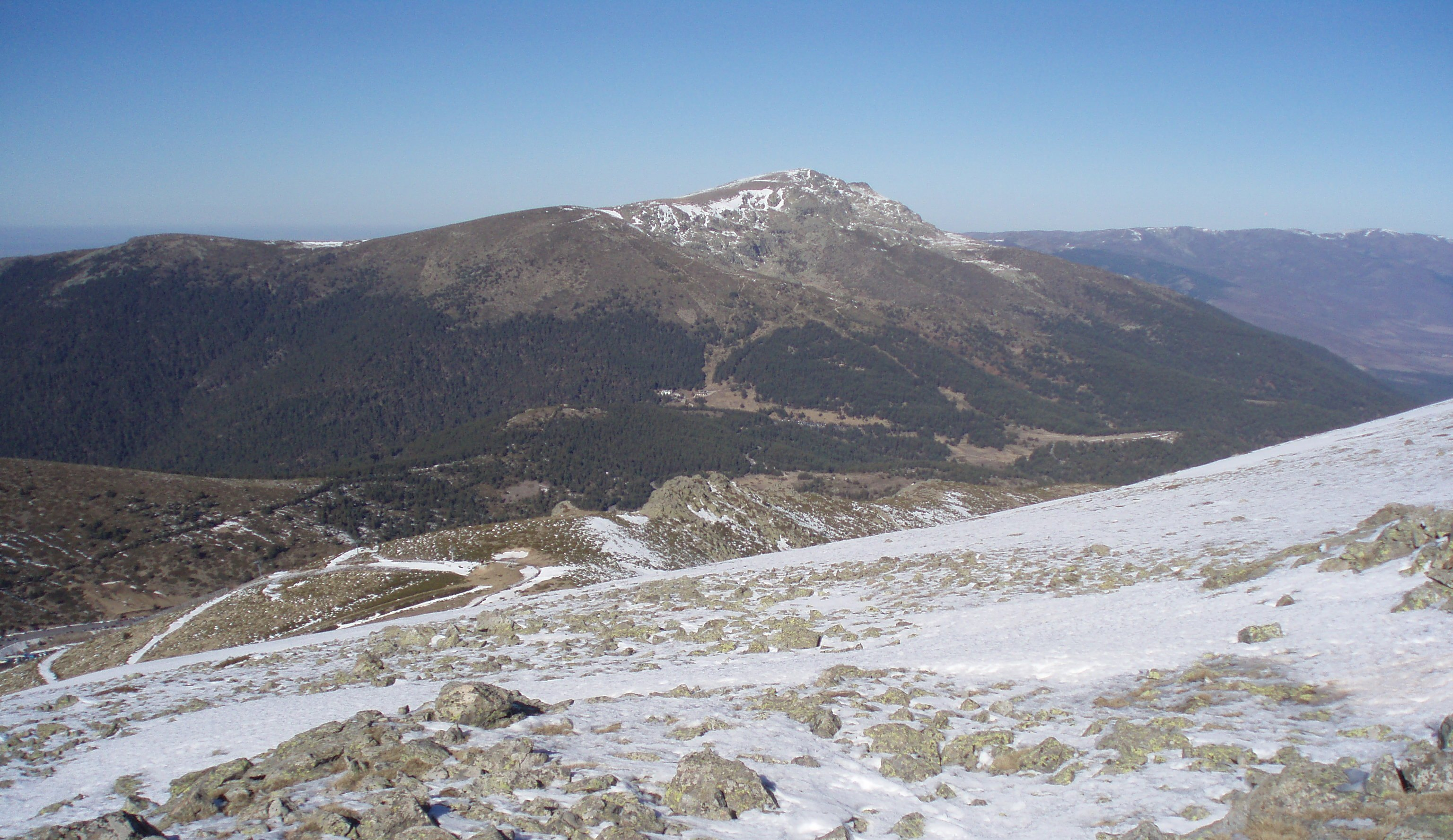

佩尼亞拉拉峰（西班牙語：Peñalara），是西班牙的山峰，位於該國中部塞哥維亞省，屬於中央山脈中瓜達拉馬山脈的一部分，長約5.8公里，海拔高度2,428米。